# Barrage Theodore-Roosevelt
Le barrage Theodore-Roosevelt (en anglais : Theodore Roosevelt Dam) est un barrage sur la rivière Salée, situé près de Phoenix en Arizona, aux États-Unis, et construit entre 1905 et 1911. Il est nommé ainsi en l’honneur du vingt-sixième président des États-Unis Theodore Roosevelt.

## Histoire
Le barrage a été construit entre 1905 et 1911. Il a été rénové entre 1989 et 1996. Servant principalement à l’irrigation, à l’approvisionnement en eau et au contrôle des inondations, le barrage a également une capacité de production hydroélectrique de 36 mégawatts.
En 1915, le cuirassé USS Arizona (BB-39) a été baptisé, non avec une bouteille de champagne (prohibition oblige), mais avec une bouteille contenant de l'eau du barrage Theodore-Roosevelt. Coulé au port lors de l'attaque de Pearl Harbor du 7 décembre 1941, le naufrage du navire provoqua la mort de 1 177 hommes.